# Michael Stevens
Michael David Stevens (Kansas City (Misuri), 23 de enero de 1986) es un educador, orador público, animador y editor estadounidense conocido por crear y hospedar el canal de educación popular de YouTube Vsauce. Su canal lanzó inicialmente contenido relacionado con videojuegos hasta que la popularidad de su serie educativa DOT hizo que las discusiones de interés general se convirtieran en el foco de Vsauce, las cuales abarcan explicaciones de la ciencia, la filosofía, la cultura y la ilusión Como presentador de Vsauce, Stevens se ha convertido en uno de los YouTubers más exitosos (con más de 24 millones de suscriptores y más de 6 mil millones de visitas). así como una figura destacada en la popularización de la ciencia y la educación impulsada por Internet. En 2017, creó y protagonizó la serie de YouTube Premium Mind Field, y presentó la gira educativa a nivel nacional Brain Candy Live! junto a Adam Savage.

## Temprana edad y educación
Stevens nació el 23 de enero de 1986, en Kansas City, Misuri. Su madre trabajaba como asistente de enseñanza, mientras que su padre era ingeniero químico. La familia se mudó a Stilwell, Kansas, en 1991. Stevens se graduó de Blue Valley High School, donde desarrolló una personalidad cómica, así como una pasión por el conocimiento, participando en programas informativos de discursos y clubes de teatro. Luego se graduó de la Universidad de Chicago con una licenciatura en psicología y literatura inglesa. Como estudiante, Stevens se interesó en la edición de videos, después de haber visto un tráiler reeditado de The Shining.

## Carrera profesional

### Edición de videos de YouTube y Barely Political (2007-2010)
Bajo el nombre de usuario pooplicker888, Stevens editó y produjo su primer contenido de video en YouTube en 2007, y algunos de sus clips fueron presentados por CollegeHumor y Funny or Die. En el mismo año, como usuario CamPaign 2008, comenzó a utilizar la superposición y el doblaje para producir cortometrajes de comedia sobre candidatos en las elecciones presidenciales de Estados Unidos de 2008. El contenido en línea de Stevens atrajo el interés de Ben Relles, quien lo invitó a convertirse en miembro del grupo de comedia en línea conocido entonces como Barely Political. Tras mudarse a la ciudad de Nueva York en 2008, consiguiendo un empleo tanto en Barely Political como en Next New Networks, Stevens actuó junto a comediantes como Mark Douglas, Todd Womack, Andrea Feczko y Amber Lee Ettinger, y se hizo conocido por su papel de monja barbuda. También editó contenido para el canal y dirigió un video musical parodiando Owl City para la popular serie The Key of Awesome de Douglas.

### Inicios de Vsauce (2010-2012)
Stevens lanzó el canal Vsauce en 2010. Inicialmente, contó con muchos colaboradores, con un gran enfoque en la cultura de los videojuegos. Surgieron varias series distintas, muchas de las cuales fueron organizadas por Stevens, incluidas V-LIST (listas relacionadas con videojuegos), IMG (con imágenes virales), DONG (Do Online Now, Guys, que muestra varios juegos y herramientas en línea) y LÜT (mostrando productos nerd e interesantes disponibles en línea). Desarrolló un eslogan al presentar sus videos con "Hola, Vsauce. Aquí Michael". Sin embargo, fue el contenido educativo de Stevens el que atrajo más atención. Dice que se inspiró para crear videos científicos con el trabajo de Paul Zaloom en Beakman's World. Stevens se dio cuenta de que su contenido más popular tendía a incorporar conceptos más serios del mundo real, que a menudo mostraban interdisciplinariedad. Los ejemplos notables incluyen: "¿Cuál es la resolución del ojo?"; "¿Cuál es la velocidad de la oscuridad?"; "¿Por qué está tu trasero en el medio?"; y "¿Cuánto dinero hay en el mundo?" Más tarde, en 2010, Stevens lanzó dos canales relacionados, llamados Vsauce2 y Vsauce3, que finalmente consiguieron los únicos anfitriones / productores Kevin Lieber y Jake Roper, respectivamente. En 2011-2012, la mayor parte del contenido relacionado con Internet y la cultura de los videojuegos se delegó a estos dos canales, dejando el canal original de Vsauce alojado y producido únicamente por Stevens, y dedicado a la discusión educativa. La mayoría de los videos se titulan con una pregunta, que Stevens responde o discute extensamente, cubriendo tangentes relevantes de cualquier campo educativo que atraen el interés general.

I don't want to just create things that are me reading a Wikipedia page, I want them to be a journey – a logic train that makes you go "Oh wow, where are we going today?"
Michael Stevens, Revista TenEighty, 2015

### Google, charlas TED y colaboraciones en educación científica (2012-2016)
En 2012, un año después de que Google adquiriera Next New Networks, Stevens también comenzó a trabajar como estratega de contenido para Google en Londres. Su función se centra en la plataforma de YouTube de Google, incluida la reunión con otros creadores de contenido para optimizar la efectividad de sus videos. Stevens se convirtió en un consumado orador público. Presentó dos charlas TED en 2013: "¿Cuánto pesa un video?" en el TEDActive oficial, y "¿Por qué hacemos preguntas?" en TEDxVienna. También ha hablado en eventos para Adweek, VidCon. Mercado de medios de MIPTV, el Festival Internacional de Televisión de Edimburgo, Y para Novo Nordisk como educador de diabetes. En 2015, apareció en el YouTube Fan Fest en Toronto. En octubre de 2015, Stevens lanzó el canal de YouTube DONG, para presentar contenido de la serie DONG anteriormente en Vsauce. A través de su trabajo con Vsauce, Stevens ha colaborado y aparecido junto a personas destacadas dentro de la comunidad científica. Estos incluyen Bill Nye (sobre "¿Por qué el pollo cruzó la calle?"), Jack Horner y Chris Pratt (sobre estudios de dinosaurios y Jurassic World), y David Attenborough (en una entrevista sobre Planet Earth II).

### Mind Field y Brain Candy Live (2016-presente)
En 2016, el ex coanfitrión de MythBusters, Adam Savage, declaró que se uniría a Stevens en una gira por el escenario en 2017. Más adelante en el año, Stevens publicó un video para Vsauce anunciando que él y Savage visitarán cuarenta ciudades en los Estados Unidos a principios de 2017 para presentar Brain Candy Live. La gira ha sido descrita como un espectáculo en vivo basado en la ciencia que es "entre TED Talks y el Blue Man Group". Se programó una segunda gira por Estados Unidos para marzo-mayo de 2018. Sin embargo, debido a problemas de programación, la gira se canceló y no se ha realizado desde entonces. Nunca se ha dicho oficialmente si volverá alguna vez.
Stevens dijo que había "lanzado Mind Field a muchas cadenas de televisión y [había sido] rechazado".

## Vida personal
Stevens se mudó a Londres, Inglaterra en 2012. En 2019, Stevens cambió el nombre del canal DONG a D! NG para evitar la desmonetización de las nuevas políticas de YouTube sobre la compatibilidad con los anunciantes. En 2016, se casó con su esposa, Marnie, se mudó de regreso a los Estados Unidos y actualmente reside en Los Ángeles, al igual que Jake Roper, el presentador de Vsauce3. Michael y su esposa tuvieron una hija llamada Maeve Stevens el 15 de agosto de 2019. En su documental Field Day, en el que destacados cineastas emprenden un proyecto de su elección, Stevens decidió visitar Whittier, Alaska, para investigar la singularidad de la remota ciudad.